# اوکوتاما ۵۱۴۲
سیارک ۵۱۴۲ (به انگلیسی: 5142 Okutama، نامگذاری:1990YD) پنج هزار و صد و چهل و دومین سیارک کشف شده‌است که در ۱۸ دسامبر ۱۹۹۰ کشف شد.
قدر مطلق سیارک برابر ۱۱٫۸۰ است.